# Katrīna Amerika
Katrīna Amerika (* 31. Mai 1991 als Katrīna Šķiņķe in Jelgava) ist eine lettische Schachspielerin.

## Leben
Katrīna Amerika war Schülerin des 2010 verstorbenen Großmeisters Jānis Klovāns.

## Erfolge
Für die lettische Nationalmannschaft der Frauen trat sie bei den World Mind Sport Games 2008, den Schacholympiaden 2008, 2010, 2012 und 2014 sowie den Mannschaftseuropameisterschaften 2011 und 2015 an. Vereinsschach spielt Katrīna Amerika in Lettland für die Mannschaft der Technischen Universität Riga (RTU). Mit RTU konnte sie 2011 die lettische Mannschaftsmeisterschaft gewinnen, wobei sie ein Ergebnis von sieben Punkten aus sieben Partien beisteuerte. In Deutschland spielte sie in der Saison 2010/11 sowohl in der deutschen Schachbundesliga als auch in der 2. Bundesliga der Frauen für den Delmenhorster Schachklub. 2014 gewann sie in Riga die lettische Einzelmeisterschaft der Frauen.
Seit März 2009 trägt sie den Titel Internationaler Meister der Frauen (WIM). Die Normen hierfür erzielte sie in der C-Gruppe des Paul-Keres-Memorials im Januar 2007 in Tallinn, bei der sie unter anderem die erstplatzierte Maka Purtseladse besiegen konnte, in der B-Gruppe des Keres-Memorials im Januar 2008 (mit Übererfüllung) sowie bei der Schacholympiade 2008. Ihre Elo-Zahl beträgt 2214 (Stand: Juni 2025); sie liegt sie auf dem vierten Platz der lettischen Elo-Rangliste der Frauen. Ihre bisher höchste Elo-Zahl von 2242 erreichte Katrīna Amerika im Juli 2011.